# 東経75度線
東経75度線（とうけい75どせん）は、本初子午線面から東へ75度の角度を成す経線である。北極点から北極海、アジア、インド洋、南極海、南極大陸を通過して南極点までを結ぶ。東経75度線は、西経105度線と共に大円を形成する。

## 通過する地域一覧
東経75度線は、北極点から南極点まで南に向かって以下の場所を通っている。
| 地理座標                                             | 国土・領土・領海 | 備考 |
| ---------------------------------------------------- | ---------------- | --- |
| 北緯90度0分 東経75度0分 / 北緯90.000度 東経75.000度  | 北極海           | |
| 北緯81度6分 東経75度0分 / 北緯81.100度 東経75.000度  | カラ海           | ショカルスキー島（英語版）（ ロシア）のすぐ東を通過                                                                      |
| 北緯72度52分 東経75度0分 / 北緯72.867度 東経75.000度 | ロシア           | グイダンスキー半島（英語版）                                                                                             |
| 北緯72度33分 東経75度0分 / 北緯72.550度 東経75.000度 | オビ湾           | |
| 北緯72度10分 東経75度0分 / 北緯72.167度 東経75.000度 | ロシア           | グイダンスキー半島（英語版）                                                                                             |
| 北緯69度7分 東経75度0分 / 北緯69.117度 東経75.000度  | タゾフスカヤ湾   | |
| 北緯68度50分 東経75度0分 / 北緯68.833度 東経75.000度 | ロシア           | |
| 北緯53度48分 東経75度0分 / 北緯53.800度 東経75.000度 | カザフスタン     | バルハシ湖を通過 |
| 北緯42度56分 東経75度0分 / 北緯42.933度 東経75.000度 | キルギス         | |
| 北緯40度27分 東経75度0分 / 北緯40.450度 東経75.000度 | 中華人民共和国   | 新疆ウイグル自治区 |
| 北緯37度31分 東経75度0分 / 北緯37.517度 東経75.000度 | タジキスタン     | |
| 北緯37度17分 東経75度0分 / 北緯37.283度 東経75.000度 | 中華人民共和国   | 新疆ウイグル自治区 |
| 北緯37度0分 東経75度0分 / 北緯37.000度 東経75.000度  | パキスタン       | ギルギット・バルティスタン（ インドが領有権を主張） アザド・カシミール（ インドが領有権を主張）                          |
| 北緯34度39分 東経75度0分 / 北緯34.650度 東経75.000度 | インド           | ジャンムー・カシミール州（ パキスタンが領有権を主張）                                                                    |
| 北緯32度28分 東経75度0分 / 北緯32.467度 東経75.000度 | パキスタン       | パンジャーブ州 |
| 北緯32度2分 東経75度0分 / 北緯32.033度 東経75.000度  | インド           | パンジャーブ州 ハリヤーナー州 ラージャスターン州 マディヤ・プラデーシュ州 マハーラーシュトラ州 カルナータカ州 ケーララ州 |
| 北緯12度27分 東経75度0分 / 北緯12.450度 東経75.000度 | インド洋         | |
| 南緯60度0分 東経75度0分 / 南緯60.000度 東経75.000度  | 南極海           | |
| 南緯69度3分 東経75度0分 / 南緯69.050度 東経75.000度  | 南極大陸         | オーストラリア南極領土（ オーストラリアが領有権主張）                                                                    |